# Бичевая
Бичева́я — село в районе имени Лазо Хабаровского края России.
Административный центр Бичевского сельского поселения, в который входят Кия, Кутузовка и Третий Сплавной Участок.

## География
Село Бичевая стоит на правом берегу реки Хор, в её среднем течении, напротив устья реки Матай.
Дорога к селу Бичевая идёт на юго-восток от районного центра пос. Переяславка через сёла Екатеринославка, Георгиевка, Петровичи, Полётное, Прудки и Кия. Расстояние до Переяславки около 65 км.
Старое село было расположено у протоки, образованной рекой Хор при впадении в неё реки Матай, современное село находится юго-восточнее.
От Бичевой на юго-восток (вверх по реке Хор) дорога идёт к Третьему Сплавному Участку и к Кутузовке.

## Природа
Бичевая расположена в отрогах Сихотэ-Алиня, в живописной речной долине, в окружении невысоких сопок, покрытых вечнозелёными хвойными деревьями. Дальневосточная природа уникальна, здесь живут амурский тигр и белогрудый медведь, цветёт лотос Комарова и растёт «корень жизни» женьшень.

## История
Датой основания села Бичевая считается август 1909 г. Переселенцы были уроженцами сёл и Бичева Качановской волости, Литинского уезда Подольской губернии и Вишневичи. Название одного из них и было дано новому селу. Первых переселенцев было всего 11 семей. В 1911 г. село пополнилось переселенцами из других районов Украины. К 1912 г. в селе находилось 30 дворов, а население составило 90 мужчин и 84 женщины.
В предвоенное и послевоенное время всё мужское население села Бичевая было занято на работах по заготовке и переработке древесины в Хорском леспромхозе.
В годы Великой Отечественной войны в Красную Армию из села Бичевая на фронт ушло 540 человек, не вернулось домой 259 человек.

## Население
| 1992 | 2002  | 2010  | 2011  | 2012  | 2021  |
| ---- | ----- | ----- | ----- | ----- | ----- |
| 2500 | ↘1778 | ↘1509 | ↘1507 | ↘1439 | ↘1151 |

## Экономика
Хорский леспромхоз был образован на базе частного предприятия предпринимателя Сенкевича в 1927 году. Центральная усадьба Хорского леспромхоза в 1930-х годах находилась в селе Бичевая. Леспромхоз занимался заготовкой древесины и организацией сплава леса по реке Хор. Лесозаготовки велись в основном по берегам, на расстоянии до 4-5 км по реке Хор. Леспромхоз вёл заготовку и вывозку древесины в первые годы основания только зимой, так как дорог не было.